# Манхэттенский психиатрический центр
Манхэттенский психиатрический центр (англ. Manhattan Psychiatric Center) — психиатрическая больница штата Нью-Йорк на острове Уордс в Нью-Йорке. По состоянию на 2009 год он имел лицензию на 509 коек, но вмещает всего около 200 пациентов. Нынешнее здание имеет 17 этажей. Здание очень напоминает главное здание психиатрического центра Кридмур в Куинсе. Он находится рядом с судебно-психиатрическим центром Кирби, специализированным учреждением для пациентов с судимостью.

## История
История больницы восходит к 1848 году, когда остров Уордс был назначен местом приёма иммигрантов. Некоторые дополнительные постройки изначально были частью приюта для сумасшедших на острове Блэквелл, который открылся примерно в 1863 году. В 1863 году открылся приют для душевнобольных в Нью-Йорке.
В 1871 году здание было значительно расширено, и было построено здание в стиле плана Киркбрайда. После того, как местом приёма иммигрантов переместилось на остров Эллис в 1892 году, штат принял его у Манхэттена в 1899 году и расширил центр ещё больше, переименовав в Государственную больницу Манхэттена. В то время в ней было 4400 коек, и это была крупнейшая психиатрическая больница в мире.
В то время это была одна из двух психиатрических больниц для жителей Манхэттена, переданных штату. Другая психиатрическая больница станет психиатрическим центром Сентрал-Айслипа в Сентрал-Айслипе, штат Нью-Йорк. Обе больницы назывались «Манхэттенская государственная больница».
В результате пожара 18 февраля 1923 года погибло 27 человек: 24 пациента и три представителя обслуживающего персонала.
Позже центр стал Манхэттенским психиатрическим центром. Нынешний комплекс зданий был построен в 1954 году. Учреждение находится в ведении Управления психического здоровья штата Нью-Йорк, а территория окружена парком Уордс-Айленд, который находится в ведении Департамента парков и отдыха Нью-Йорка.

## Известные пациенты
- Мэйбл Болл[англ.], «королева бриллиантов», умерла от инсульта в больнице в апреле 1949 года в возрасте 54 лет[7].
- Мартин Хильдебрандт[англ.] — татуировщик
- Скотт Джоплин, был госпитализирован в конце января 1917 года из-за слабоумия, вызванного сифилисом, и умер там через два месяца, 1 апреля 1917 года.
- Луи Пиоджи[англ.] — гангстер
- Вильгельм Стейниц, первый абсолютный чемпион мира по шахматам, был госпитализирован с психическим заболеванием, возможно, вызванным сифилисом, и умер там 12 августа 1900 года.